# I Don't Do Drugs
"I Don't Do Drugs" é uma canção da cantora estadunidense Doja Cat, contida em seu terceiro álbum de estúdio Planet Her (2021). Conta com a participação da cantora Ariana Grande. Foi composta por ambas em conjunto com Sally (Ari Starace) e Y2K (Sheldon Yu-Ting Cheung) e produzida pelos dois últimos mencionados. Em janeiro de 2023, um remix, feito pelo produtor original Y2K, é lançado somente com a voz de Doja.
Em 2020, Doja Cat e Ariana Grande colaboraram na canção "Motive" presente no sexto álbum de estúdio, intitulado Positions, da Ariana. Mais tarde, em 2021, as duas colaboram, ao lado de Megan Thee Stallion, no remix do single "34+35 de Ariana".

## Faixas e formatos
| Download digital e streaming |                                |         |  |
| N.º                          | Título                         | Duração |  |
| 1.                           | "I Don't Do Drugs (Y2K Remix)" | 2:25    |  |

## Créditos
Todo o processo de elaboração de "I Don't Do Drugs" atribui os seguintes créditos:
Produção
| - Doja Cat: composição, vocalista principal - Ariana Grande: composição, vocalista participante - Y2K: composição, produção - Sully: composição, produção - Jeff Ellis: engenheiro de mixagem - Dale Becker: engenheiro de masterização - Rian Lewis: engenheiro de gravação |

## Desempenho nas tabelas musicais[6]
| \| Tabela musical (2020) \| Melhor posição \| \| ------------------------------------ \| -------------- \| \| Nova Zelândia (New Zealand Top 40) \| 31 \| \| Canadá (Canada Singles Top 100) \| 37 \| \| Austrália (Australia Singles Top 50) \| 43 \| \| Estados Unidos (US Singles Top 100) \| 57 \| |                |
| Tabela musical (2020) | Melhor posição |
| Nova Zelândia (New Zealand Top 40) | 31             |
| Canadá (Canada Singles Top 100) | 37             |
| Austrália (Australia Singles Top 50) | 43             |
| Estados Unidos (US Singles Top 100) | 57             |